# ミルトン・オボテ
アポロ・ミルトン・オペト・オボテ（英語: Apollo Milton Opeto Obote, 1924年12月28日 - 2005年10月10日）は、ウガンダの政治家。
1962年ウガンダ独立時の首相。1966年クーデターで終身大統領に就任する。基幹産業の国有化を目指してアフリカ社会主義に基づいた独裁体制を樹立する。しかし、1971年1月イギリス連邦首脳会議に出席している際に、アミン参謀総長の指揮するクーデターで失脚する。アミン失脚後の1980年に大統領に返り咲いたが、1985年またもや、クーデターで失脚しタンザニアに亡命する。その後、ザンビアの首都ルサカで亡命生活を送っていたが、2005年10月10日南アフリカ、ヨハネスブルグの病院で80歳で死去。

## 生い立ち
オボテはイギリス領ウガンダ中北部のランゴ地方（現アパッチ県）アココロ村でランゴ族の地域の首長の家庭に生まれた。初等教育は1940年からリラのミッションスクールおよびグルの中学校で受け、ブソガ高校、マケレレ大学へと進んだ。マケレレ大学でオボテは語学の才能を顕したがストライキに参加して追放された。その後ブガンダの建築会社で働き、ケニアに移り一時ケニア独立運動に参加した。1956年ウガンダに戻るとウガンダ国民会議 (UNC) に加入、1958年立法評議会議員となった。UNCがブガンダ派のウガンダ国民運動 (UNM) とオボテ派に分裂、1960年UNCオボテ派とウガンダ人民連合 (UPU) が統合してウガンダ人民会議を結成、総裁となり、1961年ブガンダ王党派のカバカ・イエッカ (KY) と連立を組み多数派を得た。1962年首相に選ばれ4月総督のウォルター・クーツと共に就任した。翌年、総督に換えて儀礼的な大統領が置かれ、ブガンダ王ムテサ2世が就任した。

## 大統領へ
首相に就任したオボテは議会で当時ウガンダ国軍の副司令官であったイディ・アミンと共に金の密輸を指摘された。議会で調査とアミンの罷免を求められたオボテは憲法を停止して自ら大統領に就任し、非常事態として対立する派閥の閣僚を裁判なく逮捕監禁した。これに対しブガンダ議会が独立を宣言、オボテはアミンにブガンダ王宮を攻撃させてこれに応じ、ムテサ2世は亡命した。1967年オボテは憲法を改正して大統領権限を強化すると共に連邦制を廃止した。1969年政党を禁止、政治的な対立者の多くは裁判なく投獄された。1969年から1970年には政治パンフレットを発行した。"The Common Man's Charter" は彼の社会主義政策の概要を示した。ウガンダ国内の王国を含む部族主義の廃止を主張したが、クーデターで中断され、後の復帰時には主張されることはなかった。1970年には国内の主な企業と銀行の株の51%が国有化された。
オボテ政権は軍に依存していた。イディ・アミンは無学であったが司令官に昇任していた。1969年には二人の間に緊張が現れるようになった。1971年1月オボテのシンガポール訪問中にアミンが権力を掌握した。オボテはクーデターの2年前から西側との関係にも亀裂があった。クーデターは西側から警告され、また支援を受けたものだった。オボテはタンザニアに逃れた。

## 脚註
1. 1 2  Yoga Adhola, "The Roots, Emergence, And Growth Of The Uganda Peoples Congress, 1600-1985", UPC, November 2006.
2. ↑  George Ivan Smith, Ghosts of Kampala, 1980.
3. ↑  Grace Stuart Ibingira, African Upheavals Since Independence, 1980.